# 4658 Gavrilov
4658 Gavrilov (1979 SO11) là một tiểu hành tinh vành đai chính được phát hiện ngày 24 tháng 9 năm 1979 bởi Chernykh, N. S. ở Nauchnyj.